# 神流川 (利根川水系)

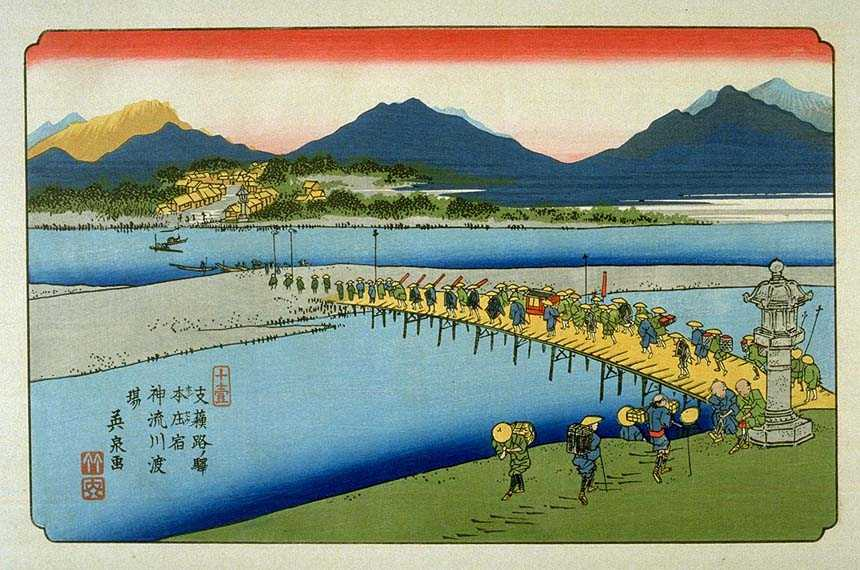
渓斎英泉画「支蘇路ノ駅 本庄宿 神流川渡場」

神流川（かんながわ）は、群馬県および埼玉県を流れる利根川水系烏川の2次支川である。

## 地理
群馬県、埼玉県および長野県が境を接する三国山の北麓に源を発し北へ流れ、上野ダムにて堰き止められた奥神流湖から、後に東に流れを転ずる。途中下久保ダムによって堰き止められた神流湖から、群馬県・埼玉県の県境となる。下久保ダム直下の流域は三波石峡と呼ばれ、合流する三波川とともに三波石の産地として知られる。藤岡市のあたりから流れは緩やかになり、埼玉県に入って児玉郡上里町を流れ、同町と群馬県佐波郡玉村町の境界付近で烏川に合流する。

## 流域の自治体
群馬県
多野郡上野村、多野郡神流町、藤岡市、高崎市
埼玉県
秩父市、児玉郡神川町、児玉郡上里町

## 歴史
- 1582年：神流川の戦い - 滝川一益と北条氏直が争った戦い。上里町金窪付近。
- 1985年：日本航空123便墜落事故 - 源流域の御巣鷹の尾根に墜落した旅客機墜落事故。
- 1989年：「清流神流川」で、平成元年度手づくり郷土賞（生活の中にいきる水辺）受賞。

## 城峰神の泉水源の森
城峯山北麓周辺に広がる森林で、県立上武自然公園の指定区域内にあり、城峰神の泉水源の森として水源の森百選に選定されている。
| 山岳   | 面積(ha) | 標高(m)   | 人工林(%) | 天然林(%) | 主な樹種               | 制限林           | 種類                                                   | 流量(m3/日) |
| ------ | -------- | --------- | --------- | --------- | ---------------------- | ---------------- | ------------------------------------------------------ | ----------- |
| 城峯山 | 230      | 600 - 900 | 83        | 17        | スギ・ヒノキ・トチノキ | 水源かん養保安林 | 湧水源、湧き水、流水（神流川）、ダム貯水（下久保ダム） | 100,000     |

長年の人工林が民間や公共団体により、針葉樹林の造林に加え広葉樹林の植林も行われている。また、各種公共事業によりダム湖周辺の公園、城峰山の登山ルートの基地として多くの人が訪れる。
所在地：埼玉県児玉郡神川町大字矢納字東神嶺（データは選定年1995年（平成7年）7月）

## 橋梁
- 新本谷橋（上野村道上野2-8号線）
- 浜平橋（上野村道上野2218号線）
- 大神楽沢橋（上野村道上野2-8号線）
- 浜平2号橋（上野村道上野2218号線）
- 新浜平橋（上野村道上野2-8号線）
- 浜平1号橋（上野村道上野2-8号線）
- 三浜橋（上野村道上野2-8号線）
- 新三岐橋（上野村道上野2-8号線）
- 神行橋（上野村道上野1256号線）

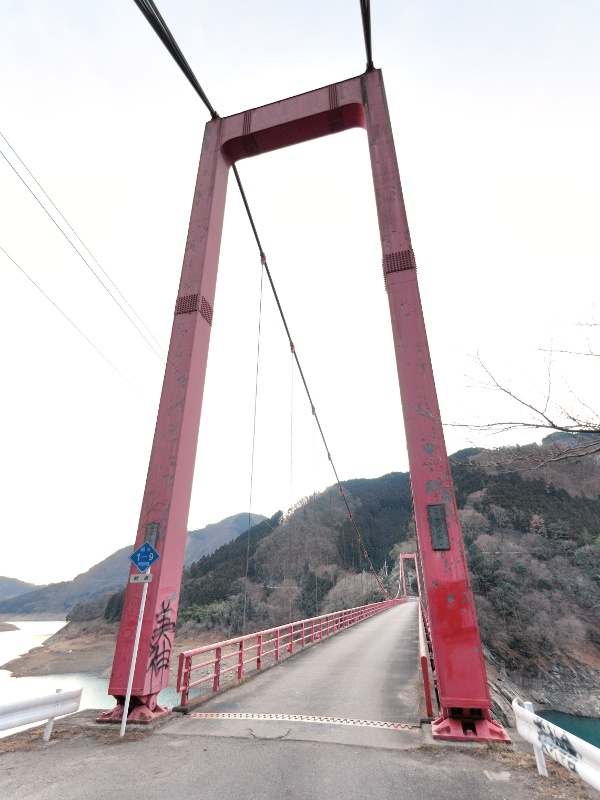
金比羅橋

- 新焼河原橋（群馬県道・長野県道124号上野小海線）
- 神行橋（群馬県道・長野県道124号上野小海線）
- 日影畑橋（群馬県道・長野県道124号上野小海線）
- 室所橋（群馬県道・長野県道124号上野小海線）
- 向山橋（上野村道上野1262号線）
- 楢原橋（国道299号）
- 利根平橋（上野村道上野2196号線）
- 弁天橋（上野村道上野2-6号線）
- 小春橋（上野村道上野2-6号線）
- 中村橋（国道299号）
- 田平橋（国道299号）
- 乙父大橋（上野村道上野1114号線）
- 都合平橋（上野村道上野1090号線）
- 神寄橋（国道299号）
- 干処田橋（上野村道上野2141号線）
- 乙母橋（国道299号）
- 興和橋（上野村道上野2-5号線）
- 川和橋（国道299号）
- 柳橋（国道299号）
- 新羽橋（国道299号）
- 新要橋（国道299号）
- 高橋（神流町道58号線）
- 高橋（国道299号）
- 後山橋（国道299号）
- 中丸橋（国道299号）
- 天神橋（国道299号）
- 相切橋（神流町道55号線）
- 平尾橋（国道299号）
- 平原橋（国道299号）
- 琴平橋（国道299号）
- 立処橋（国道299号）
- 古鉄橋（国道299号）
- 宮地橋（神流町道53号線）
- 小越橋（神流町道51号線）
- 伝田郷橋（国道462号）
- 紅葉橋（国道462号）
- 青梨橋（神流町道青梨橋線）
- 古田橋（国道462号）
- 小平橋（国道462号）
- 神流川橋（神流町道麻生小平線）
- 森戸橋（神流町道森戸橋線）
- 御鉾橋（神流町道御鉾橋線）
- 生利大橋（群馬県道・埼玉県道71号高崎神流秩父線）
- 森脇橋（神流町道森脇橋線）
- 諏訪橋（神流町道麻生小平線）
- 柏木橋（神流町道柏木橋線）
- 太田部橋（秩父市道吉田幹線117号線）
- 金比羅橋（神川町道1級20号線）
- 叢石橋（神川町道12002号線）
- 登仙橋（埼玉県道・群馬県道331号吉田太田部譲原線）
- 神泉橋（神川町道1級15号線）
- 上武橋（群馬県道・埼玉県道13号前橋長瀞線）
- 渡戸橋（埼玉県道・群馬県道22号上里鬼石線）
- 神流橋（国道462号）
- 神流川橋梁（八高線）
- 藤武橋（国道254号）
- 神流川橋梁（上越新幹線）
- 神流川橋（関越自動車道）
- 神流川橋梁（高崎線）
- 神流川橋（国道17号本庄道路）